# Politburó del Partido de los Trabajadores de Corea

Bandera del Partido de los Trabajadores de Corea

El Politburó, oficialmente el Buró Político del Comité Central del Partido de los Trabajadores de Corea (PTC), anteriormente el Consejo Político, es el máximo órgano de toma de decisiones del partido entre las sesiones del Comité Central. El artículo 25 de la Código del Partido estipula que "El Buró Político del Comité Central del Partido y su Comité Permanente organizan y dirigen todo el trabajo del partido en nombre del Comité Central del Partido entre las reuniones plenarias. El Buró Político del Comité Central del Partido se reunirá al menos una vez al mes". El Politburó es elegido por el Comité Central del Partido de los Trabajadores de Corea.

## Rol
Oficialmente, el Politburó es responsable de realizar sus actividades, así como de decidir sobre asuntos importantes entre dos plenarios del Comité Central y debería reunirse una vez al mes. Entre sus miembros se encuentran importantes líderes estatales y militares, como el Primer Ministro y los vicepresidentes de la Comisión de Asuntos Estatales.
El cuerpo interno del Politburó es el Presidium (anteriormente el Comité Permanente), elegido por el Comité Central del PTC, a cargo del trabajo diario del partido. Por lo general, está compuesto por el líder supremo y otros cuatro miembros. En la práctica, el Presidium es el máximo órgano tanto del partido como del país, y sus decisiones de facto tienen fuerza de ley.